# Compositions d'Art Pepper
| Titre                          | Cosignée              | CD |
| ------------------------------ | --------------------- | --- |
| Angel Wings                    |                       | The Return Of Art Pepper, Art Pepper - The Hollywood All-Star Sessions                                                                                                |
| Art's Opus                     |                       | The Art Pepper Quartet |
| Art's Oregano                  |                       | Timeless |
| Atlas Blues                    | Sonny Stitt           | Art Pepper - The Hollywood All-Star Sessions |
| Bijou The Poodle               |                       | Gettin' Together! |
| Blues At Twilight              |                       | The Art Pepper Quartet (*2) |
| Blues In                       |                       | Modern Art |
| Blues For Heard                |                       | The Complete Village Vanguard Sessions (*9) |
| Blues For Les                  |                       | The Complete Village Vanguard Sessions |
| Blues Out                      |                       | Modern Art |
| Blues Rock                     |                       | The Art Of Pepper - The Complete Omega Sessions Master Takes, Live At Donte's 1968                                                                                    |
| Breakdown Blues                | Zoot Sims             | Art 'N' Zoot |
| Brown Gold                     |                       | Holiday Flight - Light House 1953 |
| Chili Pepper                   |                       | Complete Surf Club Sessions, Timeless |
| Chris's Blues                  |                       | Today |
| Cinnamon                       |                       | Timeless |
| Cool Bunny                     |                       | Modern Art |
| Diane                          |                       | The Art Pepper Quartet, Gettin' Together! |
| Diane-A-Flow                   |                       | The Artistry Of Pepper |
| Diane's Dilemma                |                       | Modern Art (*2) |
| D Section                      |                       | Complete TV Studio Recordings et Ralph Gleason's Jazz Casual - Art Pepper Quartet / Bola Sete & Vince Guaraldi                                                        |
| Dynaflow                       | Stan Kenton           | Stan Kenton - Easy Go |
| Easy Steppin'                  |                       | Complete Surf Club Sessions (*2) |
| Funny Blues                    |                       | The Return Of Art Pepper, Art Pepper - The Hollywood All-Star Sessions (*2)                                                                                           |
| Five More                      |                       | The Return Of Art Pepper |
| For Freddie                    |                       | The Complete Village Vanguard Sessions (*4) |
| Gettin' Together               |                       | Gettin' Together! (*2) |
| Groupin'                       |                       | Live At Donte's 1968 |
| High Jingo                     | Lee Konitz, Mike Lang | Art Pepper - The Hollywood All-Star Sessions |
| Holiday Flight                 |                       | Holiday Flight - Light House 1953, The Art Of Pepper - The Complete Omega Sessions Master Takes                                                                       |
| Hollywood Jam Blues            |                       | Art Pepper - The Hollywood All-Star Sessions |
| Junior Cat ou Untitled         |                       | Complete TV Studio Recordings et Ralph Gleason's Jazz Casual - Art Pepper Quartet / Bola Sete & Vince Guaraldi, The Trip                                              |
| Kobe Blues                     |                       | Laurie's Choice |
| Labyrinth                      |                       | The Complete Village Vanguard Sessions |
| Lamjhp                         |                       | Complete Surf Club Sessions |
| Las Cuevas De Mario            |                       | Smack Up, The Complete Village Vanguard Sessions (*2) |
| Last Thing Blues               |                       | Tête-À-Tête |
| Live At The Vanguard           |                       | The Complete Village Vanguard Sessions |
| Lost Life                      |                       | Living Legend |
| Make A List                    |                       | Straight Life |
| Mambo De La Pinta              |                       | The Return Of Art Pepper, No Limit |
| Mambo Koyama                   |                       | Today |
| Minority                       |                       | The Return Of Art Pepper, Art Pepper - The Hollywood All-Star Sessions                                                                                                |
| Minor Yours ou Minor-Yours     |                       | Complete Surf Club Sessions, The Route, Playboys |
| Miss Who?                      |                       | Today |
| More For Les                   |                       | The Complete Village Vanguard Sessions (*2) |
| Mr. Yohe                       |                       | Living Legend |
| My Friend John                 |                       | The Complete Village Vanguard Sessions (*4) |
| My Laurie                      |                       | No Limit |
| No Limit                       |                       | No Limit, The Complete Village Vanguard Sessions |
| Nutmeg                         |                       | Timeless |
| Ol' Croix                      |                       | The Route |
| Ophelia                        |                       | Living Legend, Rehearsal Session and More |
| Our Song                       |                       | Winter Moon (*2) |
| Patricia                       |                       | The Return Of Art Pepper, Today, Laurie's Choice |
| Pepper Pot                     |                       | The Art Pepper Quartet (*2), Today |
| Pepper Returns                 |                       | The Return Of Art Pepper |
| Pepper Steak                   |                       | The Return Of Art Pepper |
| Red Car                        |                       | The Trip |
| Rita-San                       |                       | No Limit |
| Rock Blues                     |                       | The Art Of Pepper - The Complete Omega Sessions Master Takes |
| Samba Mom-Mom ou Samba Mom Mom |                       | Living Legend (*2), Tête-À-Tête |
| Spiked Punch                   |                       | Complete Surf Club Sessions |
| The Spirit Is Here             |                       | Tokyo Debut |
| Straight Life                  |                       | Timeless, The Return Of Art Pepper, Art Pepper Meets The Rhythm Section, Laurie's Choice, Straight Life, Tokyo Debut                                                  |
| Surf Ride                      |                       | Complete Surf Club Sessions, Timeless, The Art Of Pepper - The Complete Omega Sessions Master Takes, Straight Life                                                    |
| Suzy The Poodle                |                       | Complete Surf Club Sessions (*3), Timeless |
| Tenor Blooz                    |                       | The Return Of Art Pepper |
| That's Love                    |                       | Winter Moon |
| Thyme Time                     |                       | Timeless |
| The Trip                       |                       | Complete TV Studio Recordings et Ralph Gleason's Jazz Casual - Art Pepper Quartet / Bola Sete & Vince Guaraldi, The Trip (*2), The Complete Village Vanguard Sessions |
| Tynan Time                     |                       | The Route, Playboys |
| True Blues                     |                       | Rehearsal Session and More |
| Valse Triste                   |                       | The Complete Village Vanguard Sessions (*2) |
| Val's Pal                      |                       | The Art Pepper Quartet (*4) |
| Vanguard Max                   |                       | The Complete Village Vanguard Sessions (*2) |
| Walkin' Out Blues              |                       | The Return Of Art Pepper |
| Waltz Me Blues                 | Paul Chambers         | Art Pepper Meets The Rhythm Section |
| Warnin'                        |                       | Art Pepper With Warne Marsh (*2) |
| What's New                     |                       | Timeless |
| What Laurie Likes              |                       | Living Legend |
| Y.I. Blues                     |                       | Art Pepper - The Hollywood All-Star Sessions (*2) |
| Zenobia                        |                       | The Artistry Of Pepper |